# ジャック・ルイエ
ジャック・ルイエ（Jacques Lœillet, 1685年 - 1748年）は、バロック音楽の作曲家・オーボエ奏者。スペイン領ネーデルラント（現ベルギー）のヘント出身。ジャン＝バティスト・ルイエ（ロンドンのルイエ）の弟。オーボエとヴァイオリン、弦楽器のための合奏曲を遺した。バイエルン選帝侯に宮廷オーボエ奏者として仕えた後、ヴェルサイユでルイ15世に仕えた。1746年にヘントに戻り、余生を過ごした。
| スタブアイコン | サブスタブ | この項目は、まだ閲覧者の調べものの参照としては役立たない、クラシック音楽に関連した書きかけの項目です。この項目を加筆・訂正などしてくださる協力者を求めています（P:クラシック音楽/PJ:クラシック音楽）。 |

| スタブアイコン | サブスタブ | この項目は、まだ閲覧者の調べものの参照としては役立たない、音楽関係者（バンド等）に関連した書きかけの項目です。この項目を加筆・訂正などしてくださる協力者を求めています（P:音楽/PJ:芸能人）。 |